# Thyce
Thyce är ett släkte av skalbaggar. Thyce ingår i familjen Melolonthidae.
Kladogram enligt Catalogue of Life:
| Thyce | \| \| Thyce deserta \| \| \| \| \| \| Thyce squamicollis \| \| \| \| |
|       | \| \| Thyce deserta \| \| \| \| \| \| Thyce squamicollis \| \| \| \| |
|       | Thyce deserta                                                        |
|       |                                                                      |
|       | Thyce squamicollis                                                   |
|       |                                                                      |